# جورج بينتهام
جورج بينتهام (1800-1884) (بالإنجليزية: George Bentham)‏ هو عالم نبات إنجليزي، عاش في الفترة بين (22 سبتمبر 1800-10 سبتمبر 1884)، زميل في الجمعية الملكية (إف آر إس) والجمعية اللينيانية اللندنية (إف إل إس) ومُقلّد بوسام القديس ميخائيل والقديس جرجس (سي إم جي). وصفه عالم النباتات والأعشاب «دوان إيسيلي» بأنه عالم النباتات المنهجي الرئيسي في القرن التاسع عشر.

## حياته
وُلِد بينثهام في بلدة ستوك التابعة لمدينة «بليموث» جنوب غرب إنجلترا، في 22 سبتمبر 1800. كان والده مهندسًا معماريًا بحريًا يُدعى السير «صموئيل بينثهام» -الأخ الوحيد المُتبقي للفيلسوف «جيرمي بينثهام» والتي كانت العلاقة بينهما وثيقة-. والدته الكاتبة وعالمة النباتات «ماري صوفيا بينثهام». كان لدى جورج قدرات لغوية ملحوظة، فبالرغم من أنه لم يتلق أي تعليم رسمي إلا أنه كان يتحدث الفرنسية، الألمانية، الروسية وتعلم اللغة السويدية خلال الفترة القصيرة التي قضاها في السويد وهو مازال طفلًا. قامت عائلته بجولة طويلة في فرنسا، قضت فيها حوالي عامين في مدينة «مونتوبان»، حيث درس جورج هناك اللغة العبرية والرياضيات في المدرسة البروتستانتية اللاهوتية. ليستقروا في النهاية بالقرب من مدينة «مونبيلييه» جنوب البلاد، حيث اشترى السير صموئيل هناك عقارًا كبيرًا.
صادف جورج أثناء دراسته في مدينة «أنغوليم» نسخة من كتاب النباتات الفرنسية لعالم النبات الفرنسي «أوغستان بيرام دو كندول»، وأصبح مهتمًا بالجداول التحليلية لتصنيف النباتات. قام باختبارها فورًا على أول نبتة رآها، كانت النتيجة ناجحة وقام بتطبيقها على كل نبتة يصادفها. التقى جورج بعلماء النبات الإنجليز في لندن عام 1832، دفعه عمّه لدراسة القانون في جمعية لنكولين، استُدعي لنقابة المحامين في عام 1932 ليُدلي بموجزه القانوني الأول والوحيد في حياته، ومع ذلك لم يتزحزح اهتمامه بعلم النباتات أبدًا، وشغل منصب سكرتير الجمعية البستانية في لندن بين عامي (1829-1840). ورِث جورج ممتلكات عمّه المتوفّى «جيرمي بينثهام» وذلك بعد عامٍ من حصوله على إرث أبيه، أصبح وضع جورج جيدًا بما فيه الكفاية لفعل كل ما يريد، والذي كان في علم النبات، الفقه القانوني/علم التشريع والمنطق.
تزوّج جورج من «سارة جونز» (1798-1881)، ابنة السير «هارفورد جونز برايدز»، في الحادي عشر من أبريل عام 1833؛ لم يُنجبوا أطفالًا، توفّي جورج في لندن في العاشر من سبتمبر 1884، عن عمر ناهز 83عامًا، دُفِن في مقبرة «برومبتون».

## المهنة

### وجهات النظر تجاه التطور
امتدّت حياة بينثهام حتى ثورة دارون التطوّرية، كان زميله «جوزيف دالتون هووكر» صديقًا مقرّبًا لدارون، ومن أوائل من آمنوا بأفكاره. كان بينثهام مُعتقدٌ-حتى ذلك الحين-أن الأنواع ثابتة بلا شك. كتب في عام 1874: «خمسة عشر عامًا كانت كافية لكتابة نظريّة التطوّر عن طريق الاصطفاء الطبيعي». وهنا اتخذ بينثهام منحىً فكريًا جديدًا بالكامل، حيث شملت تغييراته التحوّل من التصنيف النموذجي إلى التصنيف النوعي/الحيوي. كتب بينثهام أيضًا: «لا يمكننا تكوين فكرة عن نوعٍ من فرد واحد، ولا فكرة عن جنسٍ من نوع واحد، لا يُمكننا إعداد أنواعًا نموذجية أكثر من فردٍ النموذجي».

### الجوائز والتكريم
- حصل بينثهام على الميدالية الملكية من الجمعية الملكية في عام 1859، وانتُخب زميلًا عام 1862.
- شغل منصب رئيس جمعية لينين في لندن في الفترة ما بين (1861-1874).
- انتُخِب عضوًا فخريًا أجنبيًا في الأكاديمية الأمريكية للفنون والعلوم عام 1866.
- اختير للحصول على وسام القديس ميخائيل والقديس جرجس (سي إم جي) 1878.
- حاصل على ميدالية كلارك للجمعية الملكية في نيو ساوث ويلز 1879 من ضمن جوائزه الأجنبية.

## أعماله
كانت أولى منشورات بينثهام كتالوغ يتحدث عن نتيجة للاستكشاف الدقيق لجبال البرانس (باريس 1826) بالشراكة مع «جي. إيه. والكر أرنوت» (1799-1868)، وفيما بعد أستاذ علم النبات في جامعة غلاسكو. تبنّى بينثهام في الكتالوج مبدأً لم ينحرف عنه أبدًا، ألا وهو عدم الاستشهاد بأي شيء لم يختبره بنفسه، تَلَت هذا الكتالوج أعمال قانونية؛ حيث نشر مقالات حول وضع القوانين، كان قد اختلف فيها مع عمه، والقوانين التي من شأنها التأثير على الاختلاس، وقوانين الملكية العقارية. لكن أبرز الأعمال التي أُنتجت في تلك الفترة كانت الخطوط العريضة لنظام منطق جديد، مع دراسة نقدية لعناصر منطق الدكتور واتلي (1827)، إذ ذُكر مبدأ التقدير الكمّي لأول مرة وبشكل صريح. هذا ما أعلنه عالِم المنطِق «وليام ستانلي جوفينز» لتكون أكثر الاكتشافات المثمرة في البنية المجردة للعلوم المنطقية منذ زمن أرسطو. أفلس الناشر قبل بيع ستين نسخة من الكتاب وأصبح السهم في الحضيض وذهب الكتاب طيّ النسيان، ولم تُبرر ادعاءات بينثهام بالأولوية ضد ادعاءات السير «ويليام هاميلتون» حتى عام 1873، من قِبل «هربرت سبينسر».

نشر بينثهام في عام 1836 كتابه (Labiaarum genera et species)، زار أثناء إعداده لهذا العمل بين عامي (1830-1834) كل معشَبة أوروبية لأكثر من مرة، ومع مرور فصل الشتاء التالي في فيينا، كان قد أنتج كتابه (Commentationes de Leguminosarum generibus) الذي نُشر ضمن سجل نشاطات متحف فيينا. انتقل في عام 1842 إلى قرية «بونتريلاس» في شمال مقاطعة «هيرفوردشير». كانت مهنته الرئيسية للسنوات القليلة القادمة هي في مساهمته (تاريخ النظام النباتي الطبيعي) والتي كان يُجريها صديقه عالم البنات «أوغستان بيرام دو كندول». حيث بلغ مجمل أنواع النباتات التي تعامل معها نحو 4730 نوعًا.

## روابط خارجية
- جورج بينثهام على موقع الموسوعة البريطانية (الإنجليزية)